# Kinh tế hàng hóa
Kinh tế hàng hóa là nền kinh tế có sự phân công lao động và trao đổi hàng hóa, dịch vụ giữa người này với người khác. Nó trái với nền kinh tế tự cung tự cấp trong đó người ta tự sản xuất sản phẩm và tự tiêu dùng.
Để cho đơn giản, giả định nền kinh tế có hai cá nhân là A và B. Có sự phân công lao động (có thể dựa trên năng lực sản xuất) giữa hai người; A chuyên sản xuất gạo và B chuyên sản xuất thịt. Hai người sẽ đem trao đổi sản phẩm của mình với nhau, nhờ đó mỗi người đều có cả gạo lẫn thịt. Khi sản phẩm được trao đổi, chúng trở thành hàng hóa. Nền kinh tế hình thành từ quan hệ trao đổi hàng hóa này chính là kinh tế hàng hóa.
Ở giai đoạn sơ khai, trao đổi hàng hóa mang hình thức trực tiếp, gọi là hàng đổi hàng. Người sản xuất gạo và cần thịt có thể gặp người sản xuất thịt và cần gạo để đổi trực tiếp gạo lấy thịt. Đây đã là kinh tế hàng hóa. Tuy nhiên, nếu không gặp được người có thứ mình cần và cần thứ mình có, thì trao đổi không được thực hiện.
Khi tiền ra đời, khi có nhiều hơn hai cá nhân, người ta có thể sử dụng tiền làm phương tiện trao đổi. Người A bán gạo cho người B và nhận tiền để mua rượu từ người C. Người C bán rượu cho người A và nhận tiền để mua thịt từ người B. Người B lại bán thịt cho người C và nhận tiền để mua gạo của người A. Lúc này, nền kinh tế hàng hóa đồng thời là kinh tế tiền tệ.
Có nhiều cơ chế trao đổi. Khi cơ chế trao đổi dựa trên giá cả thị trường, kinh tế hàng hóa đồng thời là kinh tế thị trường. Khi cơ chế trao đổi dựa trên những sắp xếp quy hoạch từ một trung tâm nào đó, kinh tế hàng hóa đồng thời là kinh tế kế hoạch.
Kinh tế hàng hóa là một hình thái của nền sản xuất xã hội nối tiếp và cao hơn nền sản xuất tự cung tự cấp, trong đó sản phẩm được sản xuất ra để trao đổi thông qua mua - bán trên thị trường; hình thái quan hệ kinh tế thống trị của các mối liên hệ kinh tế là quan hệ hàng hoá - tiền tệ. Nó đối lập với kinh tế tự nhiên, trong đó hình thái thống trị là các quan hệ hiện vật. Theo Mac K. (K. Marx), KTHH là một giai đoạn phát triển nhất định trong lịch sử phát triển của xã hội theo tiến trình: kinh tế tự nhiên - kinh tế hàng hoá - kinh tế sản phẩm. Nền kinh tế xã hội chủ nghĩa trong giai đoạn đầu của chủ nghĩa cộng sản về tổng thể là một nền KTHH. Điều kiện chung của tồn tại sản xuất hàng hoá là phân công lao động xã hội và sự tách biệt (độc lập) kinh tế giữa những người sản xuất. Đặc trưng chung của KTHH trong bất kì chế độ xã hội nào là sự tồn tại hình thái giá trị và thị trường, trong đó giá trị của hàng hoá - lượng lao động xã hội cần thiết để sản xuất ra hàng hoá đó, được đo bằng tiền tệ và mang hình thái giá cả; quy luật đặc trưng của sản xuất hàng hoá là quy luật giá trị, và những quy luật liên quan như quy luật cung cầu, quy luật lưu thông tiền tệ, quy luật hàng hoá được trao đổi theo nguyên tắc ngang giá.